# 榮旂

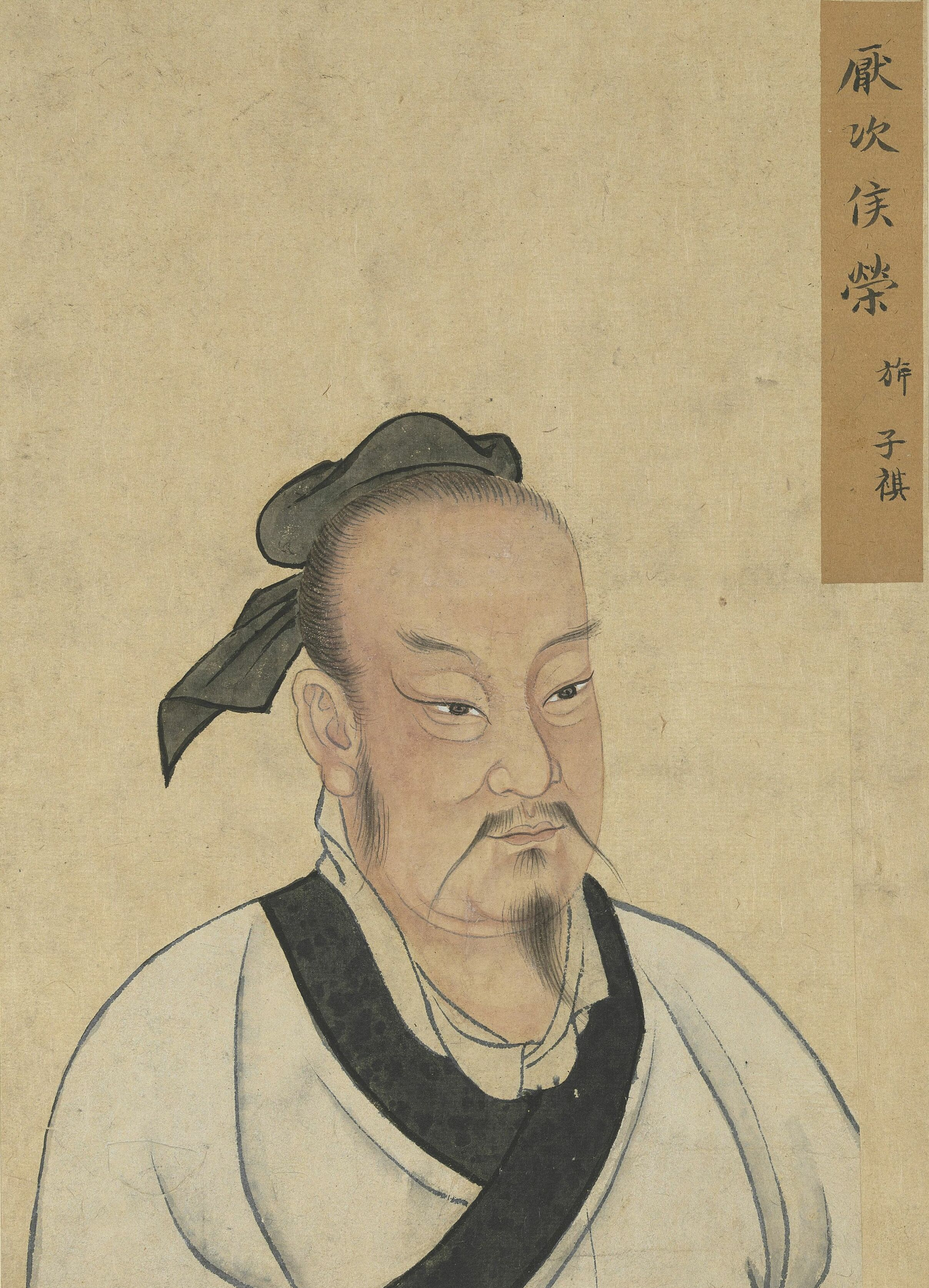
榮旂

荣（？—？），《孔子家语》作荣祈，字子祈，《孔子家语》作子祺、子颜。春秋时期鲁国人，一说卫国人。孔子弟子。

## 生平
荣旂事迹不详。 

## 歷代追封
- 漢明帝永平十五年（72年）從祀孔廟。
- 唐玄宗開元二十七年（739年）封雩娄伯。
- 宋真宗大中祥符二年（1009年）封厌次侯。
- 明世宗嘉靖九年（1530年）封先賢荣子。